# François de Selys Longchamps
François de Selys Longchamps (nome completo in francese Michel François Raphael Marie Ghislain; Waremme, 2 aprile 1910 – Villers-la-Ville, 23 ottobre 1983) è stato un diplomatico belga.

## Biografia

### Famiglia e resistenza
François de Selys Longchamps nacque nel 1910, come secondogenito di Raymond (1880-1966) ed Emilie de Theux de Meylandt et Monjardin (1880-1972). Era fratello di Monique (1906-1990), Jean e di Edmond, detto "Edé" (1914-1982).
Combatté durante l'invasione tedesca del Belgio e si arruolò nel maggio del 1943 nell'Esercito Segreto.
Il 25 novembre 1937 sposò la contessa Pauline Julie Caroline Marie Ghislaine Cornet de Ways-Ruart (1914-1953) a Bruxelles, figlia di Paul (1866-1951) e di Gladys McMillan (1891-1967). Divorziarono il 26 agosto 1952 a Ways. Pauline sposò in seconde nozze Haroun Tazieff a Parigi il 30 marzo 1953. 
Alla morte del padre, nel 1966, ereditò il titolo di conte.

### Carriera e morte
Il 13 aprile 1962, in quanto ambasciatore belga in Lussemburgo, rappresentò il governo del Belgio alla ratifica del Protocollo concernente la creazione di Scuole europee, tenutosi nella capitale del granducato con la partecipazione di Italia e Paesi Bassi (altri due paesi in cui prestò servizio), Francia e Germania Ovest.
Fu anche ambasciatore in Grecia e servì negli Stati Uniti d'America. Morì il 23 ottobre 1983 all'età di 73 anni e venne tumulato nella chiesa Saint-Laurent de Mellery.

## Discendenza
François de Selys Longchampes e Pauline Cornet de Ways-Ruart ebbero tre figli e tre figlie:
- Michel (1938) sposò Florence van den Perre (1947) nel 1975;
- Sybille Michèle Emilie Marie Ghislaine (Uccle, 28 agosto 1941), sposò l'industriale belga Jacques Boël (1929-2022) nel 1962.[10] Nel 1966 iniziò una relazione con Alberto di Liegi, da cui nacque la figlia Delfina nel 1968.[11] Divorziò dal marito nel 1978 e nel 1982 sposò l'inglese Michael Anthony Rathborne Cayzer (1920-1990).[1][12] Nel 1984 il suo rapporto con il principe giunse al termine;[11]
- Anne-Michèle (1942) sposò il barone Henry van der Straeten Waillet (1939) nel 1962;
- Jean-Patrick (1944), sposò Margaret de Brouwer (1944) nel 1966;
- Daniel (1946-1969);
- Nathalie (1951), sposò Guy Verhaeghe de Naeyer (1954).

## Titoli e trattamento
- 2 aprile 1910 - 23 ottobre 1966: Barone François de Selys Longchampes
- 23 ottobre 1966 - 23 ottobre 1983: Conte François de Selys Longchampes